# Schalkhausen (Ansbach)
Schalkhausen (fränkisch: Schall-hausn bzw. Schell-hausn) ist ein Gemeindeteil der kreisfreien Stadt Ansbach in Mittelfranken, Bayern. Die Gemarkung Schalkhausen hat eine Fläche von 14,846 km². Sie ist in 1964 Flurstücke aufgeteilt, die eine durchschnittliche Fläche von 7558,84 m² haben. In ihr liegen neben dem namensgebenden Ort die Gemeindeteile Dornberg, Geisengrund, Neudorf, Scheermühle, Steinersdorf und Walkmühle und der Ort Neudorfer Mühle.

## Geografie
Das Pfarrdorf liegt am Onoldsbach und am Fürstengraben und am Hengstgraben, beides rechte Zuflüsse des Onoldsbachs. Nordwestlich ist der Ort vom Schönfeldwald umgeben. Im Norden grenzt der Schalkhauser Mühlranken an, der zum Bocksberg (480 m ü. NHN) ansteigt, im Süden liegt das Bergfeld.
Die Staatsstraße 2246 führt nach Ansbach (1,6 km östlich) bzw. nach Lengenfeld (3,7 km westlich). Gemeindeverbindungsstraßen führen nach Geisengrund (1,6 km südlich), nach Dornberg (1,5 km westlich) und an der Scheermühle vorbei nach Steinersdorf (1,7 km nördlich).

## Geschichte
Am 18. Oktober 1144 wurde ein Geschlecht namens „Scalchusen“ in einer Urkunde des Bischofs Embrico von Würzburg erwähnt. Dies ist zugleich die erste Erwähnung des Ortes. Das Bestimmungswort des Ortsnamens ist wahrscheinlich Schalk (mhd. für einen Unfreien), bedeutet also zu den Häusern der Unfreien. 1455 wurde der Ort „Schallhausen“ genannt, im 17. und 18. Jahrhundert dann durchgängig „Schallhaußen“ (vgl. dazu auch die mundartliche Aussprache).
Bereits im 12. Jahrhundert gab es eine Wasserburg, von der noch die Rundanlage mit Wassergraben erhalten ist. Sie und das ganze Umland mit Liegenschaften waren ursprünglich in Besitz der Herren von Dornberg. Nach dem Aussterben dieses Adelsgeschlechts im Jahr 1288 kam die Burg an Ludwig von Oettingen, der mit einer Tochter von Wolfram von Dornberg verheiratet war. 1331 wurde dieser Besitz an Friedrich IV., dem damaligen Burggrafen von Nürnberg verkauft. Spätestens seit dem 13. Jahrhundert gab es eine Kirche, die 1264 erweitert wurde, die heutige evangelisch-lutherische Pfarrkirche St. Nikolaus.
Im 16-Punkte-Bericht des Oberamtes Ansbach von 1684 wurden für Schalkhausen 32 Mannschaften verzeichnet. Deren Grundherren waren das Hofkastenamt Ansbach (19), das Stiftsamt Ansbach (7), der Bürgermeister und Rat zu Ansbach (1), ein Herr von Mohr (1), die Herren von Eyb (1) und die Pfarrei Schalkhausen (3). Außerdem gab es noch das Pfarrhaus, die Pfarrkirche und kommunale Gebäude (Schule, Hirtenhaus). Das Hochgericht und die Dorf- und Gemeindeherrschaft übte das brandenburg-ansbachische Hofkastenamt Ansbach aus. Im Jahre 1686 wurden sechs Anwesen des Kastenamts an den Landrichter Johann Sigmund von Heßberg als freies Eigen samt Vogtei verkauft.
Gegen Ende des 18. Jahrhunderts bildete Schalkhausen mit der Scheermühle eine Realgemeinde bestehend aus 42 Anwesen. Das Hochgericht und die Dorf- und Gemeindeherrschaft übte weiterhin das Hofkastenamt Ansbach aus. Grundherren waren
- das Fürstentum Ansbach
  - Hofkastenamt Ansbach, 32 Anwesen: 1 Schlossgut, 1 Hofgut, 19 Söldengüter, 1 Söldengut mit Back- und Brandweinrecht, 2 Mühlen, 1 Tafernwirtschaft, 7 Leerhäuser;
  - Stiftsamt Ansbach: 6 Söldengüter, 1 Schmiedgut;
  - Ansbacher Rat: 1 Söldengut;
- das Rittergut Eyerlohe der Herren von Eyb: 1 Söldengut;
- der Nürnberger Eigenherr von Moor: 1 Söldengut.

Neben den Anwesen gab es noch kirchliche Gebäude (Kirche, Pfarrhaus) und kommunale Gebäude (Schulhaus, Hirtenhaus, Brechhaus).
Von 1797 bis 1808 unterstand der Ort dem Justiz- und Kammeramt Ansbach. Im Geographischen statistisch-topographischen Lexikon von Franken (1802) wird der Ort folgendermaßen beschrieben: „evangelisch-lutherisches Pfarrdorf, eine kleine Stunde von Ansbach; 39 Unterthanen gehören in das Oberamt Ansbach, 4 sind fremdherrisch. Noch ist ein Stück des Walls hier zu sehen, der eine Burg des ehemals berühmten Geschlechts der Grafen oder Advokaten von Dornberg umschloß.“
1806 kam Schalkhausen an das Königreich Bayern. Im Rahmen des Gemeindeedikts wurde 1808 der Steuerdistrikt Schalkhausen gebildet, zu dem Dornberg, Geisengrund, Neudorf, Neudorfermühle, Neuses, Scheermühle, Schmalenbach, Schmalenbacher Mühle, Steinersdorf und Walkmühle, Wasserzell und Wasserzeller Mühle gehörten. Ab 1810 bildete Neuses mit Schmalenbach, Schmalenbacher Mühle, Wasserzell und Wasserzeller Mühle einen eigenen Steuerdistrikt. Die Ruralgemeinde Schalkhausen entstand 1811 und war deckungsgleich mit dem Steuerdistrikt. Sie war in Verwaltung und Gerichtsbarkeit dem Landgericht Ansbach zugeordnet und in der Finanzverwaltung dem Rentamt Ansbach (1919 in Finanzamt Ansbach umbenannt). In der freiwilligen Gerichtsbarkeit unterstand ein Anwesen von 1822 bis 1836 dem Patrimonialgericht Frohnhof. Ab 1862 gehörte Schalkhausen zum Bezirksamt Ansbach (1939 in Landkreis Ansbach umbenannt). Die Gerichtsbarkeit blieb beim Landgericht Ansbach, von 1870 bis 1879 war das Stadt- und Landgericht Ansbach zuständig, seit 1880 ist es das Amtsgericht Ansbach. Die Gemeinde hatte 1964 eine Gebietsfläche von 8,031 km². Im Zuge der Gebietsreform in Bayern wurde Schalkhausen am 1. Juli 1972 in Ansbach eingemeindet.

### Baudenkmäler
In Schalkhausen gibt es sechs Baudenkmäler:
- Geisengrunder Straße 4 (wohl ehemaliges Amtshaus): zweigeschossiger Bau des 18. Jahrhunderts mit Putzfeldergliederung, rustizierten Ecklisenen und Stichbogenportal mit gerader Verdachung
- Kirchplatz 5: Zweigeschossiger Bau aus der Mitte des 18. Jahrhunderts mit Satteldach und Fachwerkgiebel; geohrtes Sandsteinportal mit Bügelverdachung und Oberlicht
- Kirchplatz 7: Evangelisch-lutherische Pfarrkirche St. Nikolaus
- Kirchplatz 9: Ehemaliges Wohnstallhaus
- Leutershäuser Straße 2: Bäuerliches Wohnhaus
- Schalkhäuser Landstraße 5 („Schlösschen“): Nach Grundstückskauf von 1733 von Ernst Christian Freiherr v. Lyncher unter dem Ansbacher Baudirektorium des Leopoldo Retti als Sommerwohnung erbaut. Zweigeschossiger Bau von 3 × 5 Achsen über etwa quadratischem Grundriss mit Mansarddach und Gauben. Leicht eingetiefte Rechteckfenster über Putzfeldern; rustizierte Ecklisenen. Rechteckportal mit leicht verkröpftem Gurtgesims als Verdachung. Treppenhaus mit Balusterbrüstung. Im Obergeschoss zwei Zimmer mit Stuck-Wandfeldergliederung. Moderner Veranden-Anbau an der Ostseite. Scheune des 18. Jahrhunderts mit Satteldach und Schleppgauben. Östlich des Schlösschens Park aus dem 18./19. Jahrhundert
- Grenzstein, bezeichnet „1786“ zwischen Kreisstraße und Scheerweiher[19]

### Bodendenkmäler
In der Gemarkung Schalkhausen gibt es zehn Bodendenkmäler, darunter
- Burgstall Schalkhausen, ein runder Turmhügel mit ehemaligem Wassergraben südlich der Schule. 1144 Sitz der Herren von Dornberg, später der Grafen von Oettingen; 1525 zerstört.
- Abgegangene Kapelle auf dem Kapellenbuck

### Einwohnerentwicklung
Gemeinde Schalkhausen
| Jahr      | 1818   | 1840   | 1852   | 1855   | 1861   | 1867   | 1871   | 1875   | 1880   | 1885   | 1890   | 1895   | 1900   | 1905   | 1910   | 1919   | 1925   | 1933   | 1939   | 1946   | 1950   | 1952   | 1961   | 1970   |
| Einwohner | 537    | 637    | 610    | 595    | 614    | 640    | 651    | 667    | 698    | 707    | 675    | 693    | 770    | 695    | 647    | 628    | 667    | 753    | 795    | 1187   | 1253   | 1198   | 1093   | 1214   |
| Häuser    | 103    | 121    |        |        |        |        | 120    |        |        | 125    | 121    |        | 125    |        |        |        | 124    |        |        |        | 149    |        | 209    |        |
| Quelle    | [ 21 ] | [ 22 ] | [ 23 ] | [ 23 ] | [ 24 ] | [ 25 ] | [ 26 ] | [ 27 ] | [ 28 ] | [ 29 ] | [ 30 ] | [ 23 ] | [ 31 ] | [ 23 ] | [ 32 ] | [ 23 ] | [ 33 ] | [ 23 ] | [ 23 ] | [ 23 ] | [ 34 ] | [ 23 ] | [ 15 ] | [ 35 ] |

Ort Schalkhausen
| Jahr      | 001818 | 001840 | 001861 | 001871 | 001885 | 001900 | 001925 | 001950 | 001961 | 001970 | 001987 |
| Einwohner | 263    | 319    | *307   | 322    | 371    | 424    | 354    | 850    | 814    | 928    | 1216   |
| Häuser    | 44     | 57     |        | 62     | 59     | 64     | 90     | 146    |        | 327    |        |
| Quelle    | [ 21 ] | [ 22 ] | [ 24 ] | [ 26 ] | [ 29 ] | [ 31 ] | [ 33 ] | [ 34 ] | [ 15 ] | [ 35 ] | [ 1 ]  |

## Religion
Der Ort ist Sitz der Pfarrei St. Nikolaus und ist seit der Reformation evangelisch-lutherisch geprägt. Die Einwohner römisch-katholischer Konfession sind nach St. Ludwig (Ansbach) gepfarrt.

## Bildung
Es bestehen an öffentlichen Einrichtungen ein evangelischer Kindergarten und eine Grundschule.

## Söhne und Töchter
- Karl vom Stein zum Altenstein (1770–1840), preußischer Politiker, Kulturminister